# Puig del Perdigó
El Puig del Perdigó és una muntanya de 331 metres que es troba al municipi de Colera, a la comarca catalana de l'Alt Empordà.